# Auchenoglanis
Auchenoglanis es un género de peces actinopeterigios de agua dulce, distribuidos por ríos y lagos de África.

## Especies
Existen solamente dos especies reconocidas en este género:
- Auchenoglanis biscutatus (Geoffroy Saint-Hilaire, 1809)
- Auchenoglanis occidentalis (Valenciennes, 1840)

Además existe una especie extinta del Mioceno:
- Auchenoglanis soye Otero et al., 2007.[4]